# Formica primordialis
Formica primordialis é uma espécie de formiga do gênero Formica, pertencente à subfamília Formicinae.